# 我的親愛主人！？
《我的親愛主人！？》（ぼくのご主人様!?）為鷹野祐希於2006年1月~2007年12月於富士見Mystery文庫上發表的作品.畫師為和泉つばす。目前共有日文版5本及5本中文版(已完结)。

## 故事簡介
故事發生在一名普通高中生市川吉朗身上。有一天，吉朗在月台上與睽違多年的青梅竹馬佐倉麻琴重逢。結果卻意外得知號稱「千人斬」的大學生茂原貴史似乎要綁架麻琴後，便決定要救她！！但是卻很衰的從神社的階梯尚摔了下來而昏迷了。正當她意識過來時，他卻變成了另一個平行世界的名門貴族・佐倉家的女僕市川吉香。而且他的主人佐倉真琴居然是個長得跟麻琴一個樣的少年。然而在這個世界的茂原貴子（女性）竟然為了得到爵位而向真琴展開了魔爪。如果不保護身陷危機的主人，原來的世界的麻琴就危險了！

## 登場人物

### 吉朗與麻琴所在的世界
基本的現代世界。
市川吉朗
佐倉麻琴
館山千廣

### 吉香與真琴所在的世界
貴族制度存在的世界。
市川吉香
佐倉真琴
館山千尋

## 已出版的書籍
富士見Mystery文庫(日本)
- ぼくのご主人様!? 2006年1月初版 ISBN 4-8291-6338-0
- ぼくのご主人様!?2 2006年5月初版 ISBN 4-8291-6351-8
- ぼくのご主人様!?3 2006年12月初版 ISBN 4-8291-6378-X
- ぼくのご主人様!?4 2007年4月初版 ISBN 4-8291-6388-7
- ぼくのご主人様!?5 2007年12月初版 ISBN 4-8291-6405-1

台灣角川
- 我的親愛主人!? 1  2008年7月31日初版 ISBN 978-986-174-726-2
- 我的親愛主人!? 2  2008年9月30日初版 ISBN 978-986-174-823-8
- 我的親愛主人!? 3  2009年1月10日初版 ISBN 978-986-174-962-4
- 我的親愛主人!? 4  2009年3月7日初版 ISBN 978-986-237-038-4
- 我的親愛主人!? 5  2009年6月30日初版 ISBN 978-986-237-126-8

## 外部連結
- 原作者的個人網站